# Corinne Maier

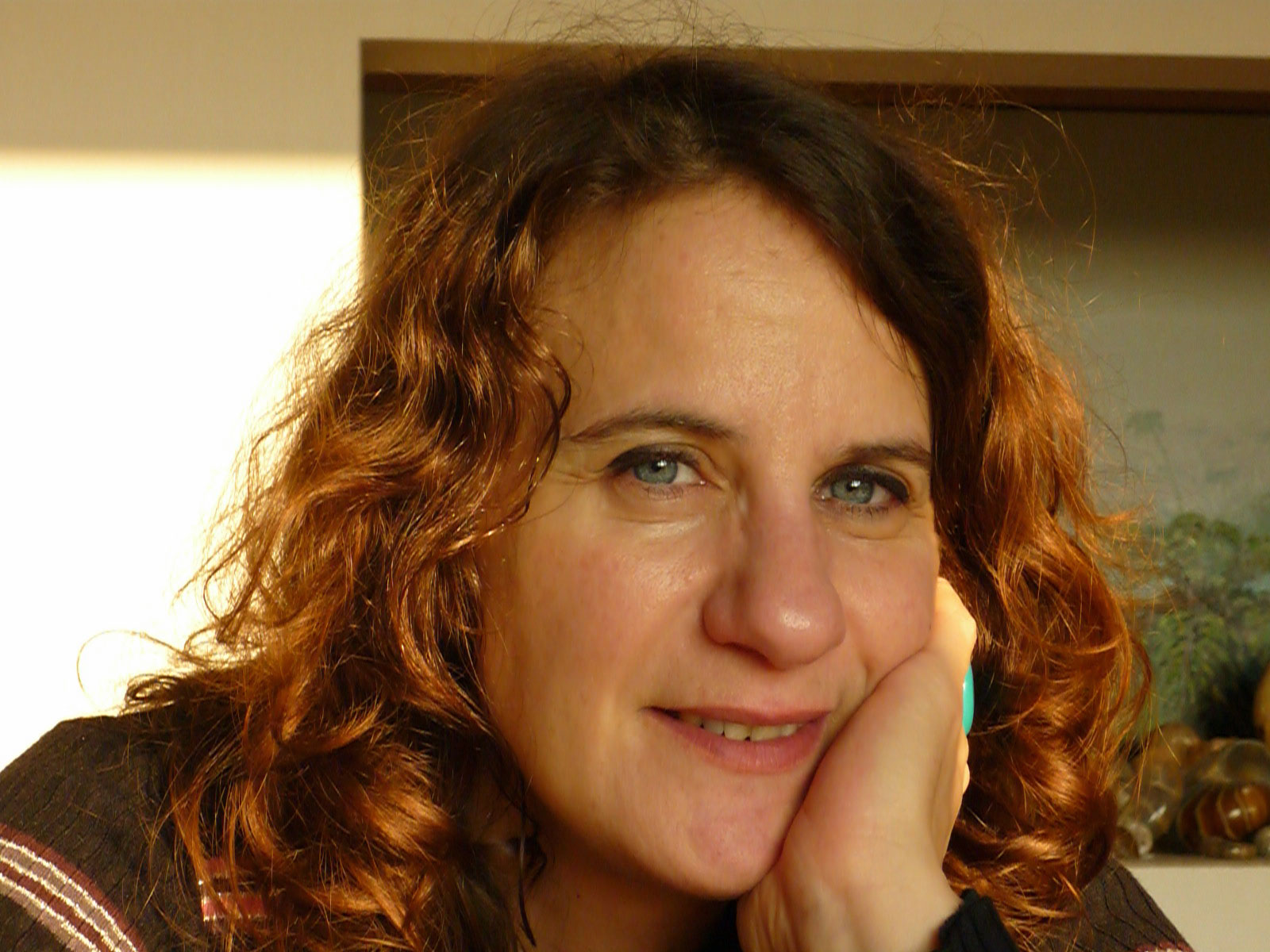
Corinne Maier (2007)

Corinne Maier (Genève, 7 december 1963) is een Franse schrijfster, econome en psychoanalytica. Met het boek Liever lui (oorspronkelijke titel: Bonjour paresse : De l'art et de la nécessité d'en faire le moins possible en entreprise) werd ze internationaal bekend. Inmiddels heeft ze een vervolg hierop geschreven: No Kid.

## Boeken
Zowel Liever Lui als No Kid zijn geschreven tegen de huidige sociale structuur van de maatschappij. In Liever Lui provoceert de schrijfster met tips voor lui zijn op het werk, en ageert daarmee tegen de gedachte dat werk leuk en uitdagend is en dat de werknemer de plicht heeft om het als iets positiefs te zien.
In No Kid gaat ze in op een nieuwe trend in de maatschappij; bewust kinderloos zijn, ook wel kindvrij of kindervrij zijn genoemd. In veertig essays somt ze alle nadelen op van het krijgen van kinderen. Het boek kreeg in 2007 bij verschijnen uitgebreide media-aandacht in Frankrijk, Italië en Engeland.